# Wolford (Dacota do Norte)
Wolford é uma cidade localizada no estado norte-americano de Dacota do Norte, no Condado de Pierce.

## Demografia
Segundo o censo norte-americano de 2000, a sua população era de 50 habitantes.
Em 2006, foi estimada uma população de 46, um decréscimo de 4 (-8.0%).

## Geografia
De acordo com o United States Census Bureau tem uma área de
0,4 km², dos quais 0,4 km² cobertos por terra e 0,0 km² cobertos por água.

## Localidades na vizinhança
O diagrama seguinte representa as localidades num raio de 28 km ao redor de Wolford.